# El Foqra
El Foqra  (in arabo الفقراء‎?) è un centro abitato e comune rurale del Marocco situato nella provincia di Khouribga, regione di Béni Mellal-Khénifra. Conta una popolazione di 3 154 abitanti (censimento 2014).